# Аппер-Монтклер (Нью-Джерсі)
Аппер-Монтклер (англ. Upper Montclair) — переписна місцевість (CDP) в США, в окрузі Ессекс штату Нью-Джерсі. Населення — 13 146 осіб (2020).

## Географія
Аппер-Монтклер розташований за координатами 40°50′33″ пн. ш. 74°12′5″ зх. д. / 40.84250° пн. ш. 74.20139° зх. д. (40.842576, -74.201302).  За даними Бюро перепису населення США в 2010 році переписна місцевість мала площу 6,57 км², з яких 6,57 км² — суходіл та 0,00 км² — водойми.

## Демографія
Згідно з переписом 2010 року, у переписній місцевості мешкало 11 565 осіб у 4178 домогосподарствах у складі 3146 родин. Густота населення становила 1761 особа/км².  Було 4310 помешкань (656/км²).
Расовий склад населення:
| - 84,0 % — білих - 6,5 % — чорних або афроамериканців - 4,2 % — азіатів - 0,1 % — корінних американців - 1,3 % — осіб інших рас |

До двох чи більше рас належало 4,0 %. Частка іспаномовних становила 5,6 % від усіх жителів.
За віковим діапазоном населення розподілялося таким чином: 29,9 % — особи молодші 18 років, 58,8 % — особи у віці 18—64 років, 11,3 % — особи у віці 65 років та старші. Медіана віку мешканця становила 42,1 року. На 100 осіб жіночої статі у переписній місцевості припадало 90,2 чоловіків;  на 100 жінок у віці від 18 років та старших — 85,7 чоловіків також старших 18 років.
Середній дохід на одне домашнє господарство  становив 236 382 долари США (медіана — 180 479), а середній дохід на одну сім'ю — 281 115 доларів (медіана — 215 985). Медіана доходів становила 155 547 доларів для чоловіків та 82 500 доларів для жінок. За межею бідності перебувало 3,9 % осіб, у тому числі 4,8 % дітей у віці до 18 років та 3,4 % осіб у віці 65 років та старших.
Цивільне працевлаштоване населення становило 5879 осіб. Основні галузі зайнятості: науковці, спеціалісти, менеджери — 25,5 %, освіта, охорона здоров'я та соціальна допомога — 23,7 %, фінанси, страхування та нерухомість — 16,4 %.